# Let's Spend the Night Together (David Bowie)
Let's Spend the Night Together è un singolo del cantante britannico David Bowie, pubblicato nel luglio 1973 ed estratto dall'album Aladdin Sane.

## Descrizione
David Bowie registrò una cover di Let's Spend the Night Together negli studi della RCA di New York nel dicembre 1972, durante le sessioni di Aladdin Sane. Il brano venne inserito nell'album come ottava traccia e pubblicato su 45 giri nel giugno 1973 negli Stati Uniti, in alcuni Paesi europei, Brasile, Giappone e Nuova Zelanda, mentre non uscì nel Regno Unito. Nei Paesi Bassi raggiunse il 19º posto in classifica.
Roy Carr e Charles Shaar Murray di NME hanno descritto la cover come «l'impresa senza precedenti di battere gli Stones su una delle loro canzoni», mentre il biografo Nicholas Pegg l'ha definita «più veloce e più eccitante di quella originale», con il pianoforte di Mike Garson che aggiunge profondità alla chitarra di Mick Ronson e gli effetti di sintetizzatore a darle una "futuristica lucentezza".
Tuttavia sono stati dati anche giudizi negativi, come quello del critico Stephen Thomas Erlewine di AllMusic che parla di "incompetenza" in riferimento agli arrangiamenti e alla performance di Bowie. Oltretutto, la studiata ambiguità sessuale che David "professava" all'epoca della sua uscita portò i commenti di alcuni recensori proprio su questo piano. Ben Gerson di Rolling Stone parlò di «uno dei richiami più ostentatamente eterosessuali del rock trasformato in inno bisessuale» e di «un mezzo per raggiungere un revisionismo finale», lamentando inoltre un'interpretazione «troppo caricata, affettatamente mascolina, fragile e insoddisfacente».
Probabilmente però la versione di David Bowie non era stata concepita semplicemente come un omaggio ai Rolling Stones ma come un'estensione di Ziggy Stardust, un adattamento glam che con il testo aggiunto alla fine del brano suggerisce l'unione fisica di due ragazzi come un atto di sfida nei confronti dei loro genitori.

### Dal vivo
Il debutto live di Let's Spend the Night Together avvenne il 5 gennaio 1973 al Green's Playhouse di Glasgow, alla fine dello Ziggy Stardust Tour, e il brano rimase in scaletta durante l'Aladdin Sane Tour prima di sparire definitivamente dai concerti di Bowie.

### Pubblicazioni successive
La cover si trova nelle raccolte Best Deluxe (uscita in Giappone nel 1973), The Best of David Bowie 1969/1974 (1997), nell'album live Ziggy Stardust - The Motion Picture (1983) e nel film concerto Ziggy Stardust and the Spiders from Mars (1984).

## Tracce
7"
1. Let's Spend the Night Together – 3:01 (Mick Jagger, Keith Richards)
2. Lady Grinning Soul – 3:42 (David Bowie)

Durata totale: 6:43
7"
1. Let's Spend the Night Together (Mono) – 3:01 (Mick Jagger, Keith Richards)
2. Let's Spend The Night Together (Stereo) – 3:01 (Mick Jagger, Keith Richards)

Durata totale: 6:02

## Formazione
- David Bowie - voce, chitarra, sintetizzatore
- Mick Ronson - chitarra
- Trevor Bolder - basso
- Mick Woodmansey - batteria
- Mike Garson - pianoforte
- Ken Fordham - sassofono